# ميسالازين
ميسالازين أو الميسالامين (بالإنجليزية: Mesalazine)‏ هو علاج من مشتقات الامينوسليسيلات, مضاد للالتهابات ( مشتق حمض 5-الأمينوساليسليك ) 5-Aminosalicylic Acid Derivative. آلية عمله مجهولة ولكن يعتقد بأنه يثبط إنتاج عدد من المواد المهمة في عملية الالتهاب. يستخدم عن طريق الفم أو المستقيم في علاج الهجمات الحادة من التهاب القولون التقرحي (في الحالات الخفيفة إلى المعتدلة).

## الأسماء التجارية
- بنتاسا
- سالوفالك
- اساكول
- ميزاكول

## الاحتياطات
فئة السلامة أثناء الحمل: "بي"؛ لم تظهر الدراسات الحالية أضراراً على الجنين، يجب استشارة الطبيب قبل أخذ العلاج في حال كانت المريضة حامل أو تخطط للحمل.

الرضاعة:قد يفرز العلاج في حليب الأم المرضع وقد يسبب حالات اسهال عند الرضّع؛ يجب استعماله بحذر إذا كانت المرأة مرضع.

قد يسبب العلاج خلل أو اعتلالات في الكبد؛ لذا يجب استعماله بحذر في المرضى المصابين بأمراض الكبد وقياس وظائف الكبد بشكل دوري أو تعديل الجرعة إن لزمت الحالة.

قد يسبب العلاج خلل أو اعتلالات في الكلى؛ لذا يجب استعماله بحذر في المرضى المصابين بأمراض الكلى وقياس وظائف الكلى بشكل دوري أو تعديل الجرعة إن لزمت الحالة.

يجب الحذر عند استخدام العلاج في المرضى المصابين بقرحة معديّة نشطة.

في حال حصول ألم جديد في البطن أو في الصدر أو حالة عدم تحمل العلاج (أعراضها: مغص في البطن، ألم حاد في البطن، اسهال دموي، حمّى، صداع، طفح جلدي)، فيجب مراجعة الطبيب بأقرب وقت ممكن لعمل الفحوصات اللازمة.

لم تثبت فعالية أو سلامة استخدام العلاج في الأطفال دون سن 18 سنة.

## الأعراض الجانبية
- صداع
- ألم في البطن، تجشؤ، غثيان، إسهال
- طفح جلدي
- التهاب الحنجرة

تعتمد الأعراض الجانبية للعلاج في حدتها ونوعها على الجرعة المستخدمة وطريقة تناول العلاج.

## معلومات استخدام الدواء
يؤخذ مع الطعام مع كوب كامل من الماء في نفس الوقت من اليوم.
يجب بلع القرص كاملا ولا يجوز كسره أو سحقه أو مضغه.

هو أيضا متوفر على شكل حقنة شرجية أو تحميلة والتي تؤخذ عن طريق الشرج.

قد تصبغ التحاميل الملابس والجلد.

ياخذ هذا الدواء لفترة طويلة حتى يعمل بشكل كامل لرؤية النتائج المرجوة.

## التداخلات الدوائية
إذا كنت تتناول أي من الأدوية التالية أخبر الطبيب أو الصيدلاني، فقد تحتاج إلى تعديل الجرعة أو إجراء فحوصات معينة :
مضادات الحموضة، الديجوكسين، مضادات مستقبلات الهيستامين-2 (مثل الرانيتيدين)، مميعات الدم مثل الوارفرين والهيبارين، حاصرات مستقبلات بيتا (مثل البروبرانولون)، نظائر الثيوبيورين.

## أشكال الدواء
يتوفر العلاج على صورة:
كبسولات :250 مغ ,500 مغ.

معلق للاستخدام عبر الشرج : 4 غ /60 مل.

اقراص :400 مغ، 800 مغ، 1,2 غ.

تحاميل :1000 مغ.

## الجرعة
الجرعة القصوى 4.9جرام يومياً كل 12 ساعة ويمكن تقسيمها كل 8 ساعات.